# 포스트니코프 탑
호모토피 이론에서 포스트니코프 탑(Постников塔, 영어: Postnikov tower)은 위상 공간을 그 호모토피 군들로부터 재구성하는 방법이다.

## 정의
경로 연결 공간 {\displaystyle X}의 포스트니코프 탑은 다음과 같은 데이터로 구성된다.
- 위상 공간들의 열 {\displaystyle X_{0},X_{1},X_{2},\dots }
- 이들 사이의 연속 함수 {\displaystyle f_{i}\colon X_{i}\to X_{i-1}}, {\displaystyle i=1,2,3,\dots }

이들은 다음 조건들을 만족시켜야 한다.
- 각 {\displaystyle X_{i}\to X_{i-1}}은 올뭉치이다.
- {\displaystyle \pi _{k}(X_{n})={\begin{cases}\pi _{k}(X)&k\leq n\\0&k>n\end{cases}}}

## 성질
모든 경로 연결 공간은 포스트니코프 탑을 가지며, 이러한 포스트니코프 탑들은 호모토피 아래 서로 동치이다.
경로 연결 공간 {\displaystyle X}의 포스트니코프 탑 {\displaystyle X_{\bullet }{\xrightarrow {f_{\bullet }}}X_{\bullet -1}}이 주어졌을 때, {\displaystyle X}의 호모토피 유형을 다음과 같이 역극한으로 재구성할 수 있다.
{\displaystyle X\simeq \varprojlim _{n\to \infty }X_{n}}
경로 연결 공간 {\displaystyle X}의 포스트니코프 탑 {\displaystyle X_{\bullet }{\xrightarrow {f_{\bullet }}}X_{\bullet -1}}이 주어졌을 때, 올뭉치 {\displaystyle f_{i}\colon X\twoheadrightarrow X_{i-1}}의 올 {\displaystyle K_{n}}은 (올뭉치 호모토피 군 긴 완전열에 따라서) 에일렌베르크-매클레인 공간 {\displaystyle K(\pi _{n}(X),n)}을 이룬다. 따라서, 포스트니코프 탑은 모든 경로 연결 공간을 이를 구성하는 에일렌베르크-매클레인 공간들로 분해하는 구조이다.

## 역사
미하일 미하일로비치 포스트니코프(러시아어: Михаи́л Миха́йлович По́стников)가 1951년에 도입하였다.

## 같이 보기
- 에일렌베르크-매클레인 공간